# Кароль Клобушицький
Кароль Клобушицький (нар. 27 вересня 1935, Ужгород — 26 березня 1994, Братислава, Словаччина) — словацький педагог і фізик. Доктор наук (1970).

## Біографія
Кароль народився в Ужгороді. Закінчив педагогічний факультет у Братиславі за спеціальністю математика і фізика. У 1970 році здобув ступінь доктор наук у галузі теорії навчання фізики.
Перші десять років педагогічної практики пройшов викладачем фізики у Військовій школі Яна Жижки в Братиславі. У 1967 році він перевівся на кафедру експериментальної фізики природничого факультету університету Коменського. Після короткої роботи в педінституті повернувся до середньої школи. Спочатку він викладав у гімназії на вул. Томашиковій, пізніше в гімназії на вул. Ейнштейновій у Братиславі. Доктор Кароль Клобушицький зарекомендував себе як автор підручників з фізики для початкової школи та гімназії. Він зосередив свій педагогічний досвід у кількох навчальних текстах для аспірантури з теорії викладання в ПФУК. Він також сприяв підвищенню якості майбутніх учителів фізики як викладач факультету. Клобушицький багато зробив для популяризації фізики, коли готував різноманітні передачі для Словацького телебачення у рамках телепередач для шкіл. Працював секретарем Педагогічної секції фізики Союзу словацьких математиків і фізиків.
Помер 26 березня 1994 року в Братиславі.